# Xifratge Playfair

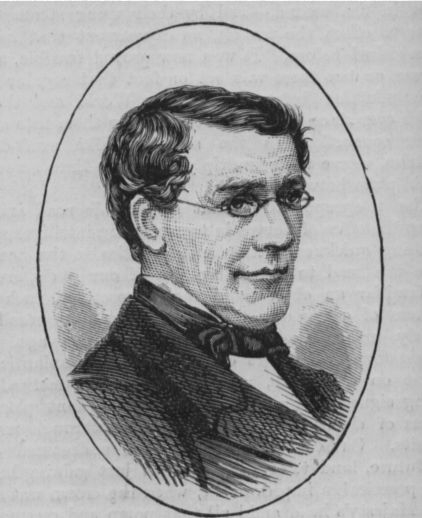
El xifratge Playfair fou inventat per Charles Wheatstone en 1854.

El xifratge de Playfair és un exemple de substitució digràmica, on un parell de lletres d'un text en clar (missatge sense codificar) es converteixen en un altre parell diferent, per així codificar informació de manera que no pugui ser llegida per persones alienes als interessos de l'emissor del missatge.

## Procés de xifratge

### Creació de la matriu de xifratge
En aquesta substitució digràmica la clau ve donada per una matriu de xifratge de 5x5 caràcters (sense les lletres J ni Ñ. Considerarem la C i la Ç com una mateixa lletra).
Per començar, es col·loca a la primera fila de la matriu la paraula clau sense lletres repetides.
Exemple:
Clau: CHARLES
Matriu de xifratge resultant:
```
C H A R L
E S B D F
G I K M N
O P Q T U
V W X Y Z
```

### Xifratge d'un text
Regles per xifrar una parella de caràcters m1 m2:
1. Si m1 i m2 són de la mateixa fila, s'agafen c1 i c2 de la seva dreta (circularment)
2. Si m1 i m2 són de la mateixa columna, s'agafen c1 i c2 de sota (circularment)
3. Si m1 i m2 són de diferents files i columnes, s'agafen c1 i c2 de la diagonal oposada
4. Si m1 i m2, són iguals, s'insereix un caràcter sense significat entre m1 i m2 per tal d'evitar la seva repetició, després s'apliquen les regles 1-3
5. Si el nombre de lletres és senar, s'afegeix una lletra sense significat al final del text.

Per tant, si tenim per exemple aquest text explícit: AT AC AL ES DO TZ EX
(Hi posem una X al final perquè el text té un nombre senar de lletres, col·locant una lletra sense significat per omplir i tornar a la paritat). També podrien posar lletres sense significat al final de cada parella per evitar confusions o fer més clar el text resultant.
Criptograma resultant: RQ RH RC SB ET UY BV